# Горно Средоречие
Горно Средоречие или Горно Средореч (изписване до 1945 година: Горно Срѣдорѣчие/Горно Срѣдорѣчъ, на македонска литературна норма: Горно Средоречие) е село в община Дебърца на Северна Македония.

## География
Селото е в Долна Дебърца, част от котловината Дебърца между Илинската планина от изток и Славей планина от запад.

## История
На 500 m североизточно от селото в местността Зла страна е разкопано неолитно селище.
В XIX век Горно Средоречие е българско село в нахия Дебърца на Охридската каза на Османската империя. В „Етнография на вилаетите Адрианопол, Монастир и Салоника“, издадена в Константинопол в 1878 година и отразяваща статистиката на населението от 1873 година Средорек (Srédorek) има 30 домакинства с 91 жители, а Горни Долни Средорек (Gorni-donlni-Srédorek) има 30 домакинства с 82 жители българи.
Според Васил Кънчов в 90-те години Горно Средоречие чифлик има 15 къщи. Според статистиката му („Македония. Етнография и статистика“) от 1900 година Горно Средореч е населявано от 100 жители, всички българи християни.
На Етнографската карта на Битолския вилает на Картографския институт в София от 1901 година Горно Сошани (Средореци) е чисто българско село в Охридската каза на Битолския санджак с 6 къщи.
В началото на XX век цялото население на селото е под върховенството на Българската екзархия. По данни на секретаря на екзархията Димитър Мишев („La Macédoine et sa Population Chrétienne“) в 1905 година в Горно Средно Рече има 56 българи екзархисти.
Според преброяването от 2002 година селото има 14 жители македонци.
| Националност | Всичко |
| македонци    | 14     |
| албанци      | 0      |
| турци        | 0      |
| роми         | 0      |
| власи        | 0      |
| сърби        | 0      |
| бошняци      | 0      |
| други        | 0      |

## Личности
Родени в Горно Средоречие
- Ванче Марков Огненов (от Горно или Долно Средоречие), български революционер от ВМОРО[8]
- Михаило Петрев, български революционер от ВМОРО[8]